# اسرارالصلاة
اسرار الصلواة نام کتابی از میرزا جواد آقا ملکی تبریزی است. این کتاب به زبان عربی نگاشته شده که به فارسی هم بر گردانده شده‌است. در این کتاب از آداب نماز و پرداختن به ارکان و واجبات و مستحبات آن و مسائل مربوط به احکام درباب نماز سخن رانده شده‌است. همچنین مولف در لابه‌لای سطور خواننده را با مواعظ خود پند داده و او را پیوسته دعوت به توبه و به سوی خداوند و انقطاع از غیر او می‌کند و او را متوجه عالم بالا می‌کند. مولف در فصول پایانی کتاب دربارهٔ نماز شب بحث می‌کند و در این باب به سخن می‌پردازد.

## منبع
- سایت تبیان